# آدا (خوراک)
آدا (مالایالامی: അട) یا Ela Ada، یک غذای شیرین و سنتی هندی کرالا است که شامل بسته‌های برنج است که در خمیری ساخته شده از آرد برنج، با مواد پر شیرین، بخارپز شده در برگ موز و به عنوان میان‌وعده عصرانه یا به عنوان بخشی از صبحانه سرو می‌شود. حتی در بخش‌هایی از تامیل نادو نیز دیده می‌شود. نارگیل رنده شده و آرد برنج دو ماده اصلی هستند. این یک میان‌وعده است که از آرد برنج خام، شکر یا شکر زرد و نارگیل رنده شده تهیه می‌شود. معمولاً روی اونام تهیه میشه. پووادا در انتهای نوک برگ موز پختنی به عنوان Nivedyam برای اونام آماده می‌شود، در این آدا با پر کردن نارگیل، پاشیدن Thumbapoo (گل سفید لئوکس اسپرا)، آن را خوش آیند تر می‌کند.  گاهی اوقات موز نیز به سوهان اضافه می‌شود که فیلینگ نارگیل-موز- است. اوتادا ادویه ای یک صبحانه بی نظیر با مایدا و آرد برنج به عنوان مواد اصلی است. بدون آرد مایدا هم می‌شود آن را درست کرد ولی با آرد برنج به تنهایی و به جای پختن روی تاوا یا شعله بخارپز نمی‌شود. گاهی اوقات پر کردن داخل آدا چاکاواراتی (مربای جک فروت) است.  آدا همچنین به عنوان پراسادام (غذای مقدس) به پرستش معابد در کرالا داده می‌شود.